# 多紀元孝
多紀 元孝（たき もとたか、元禄8年（1695年） - 明和3年6月20日（1766年7月26日））は、江戸時代中期の奥医師。本姓は福島、通称は安元、号は玉池。
平安時代の医家・丹波康頼の子孫の家系。金保元燕の養子になり、享保12年（1727年）に元燕が致仕したため家督を継ぐ。享保20年（1735年）に番医となり、元文元年（1736年）には月光院の療用を命ぜられて寄合となる。延享4年（1747年）に西丸奥医師に任ぜられ、俸禄100俵に100俵を加増されて200俵となり、法眼に叙せられた。寛延2年（1749年）に養父が没すると家号を多紀に改めた。宝暦2年（1752年）には奥医師（一時二丸奥医師となるが本丸奥医師）となり、宝暦4年（1754年）公遵法親王が病により、日光に赴く。明和2年（1765年）5月に漢方医の教育のために神田佐久間町に私塾・躋寿館（せいじゅかん、後の医学館）を創設した。

## 家族
- 長男：元張（後に道訓、病にて跡継ぎとならず）
- 次男：元行（福島氏を称し、病により跡継ぎを辞す）
- 三男：元徳
- 娘：鍼医・山崎次茂の妻